# Fiesch
Fiesch [ˈfɪəʃ ] est une commune suisse du canton du Valais, située dans le district de Conches.

## Géographie
Le village de Fiesch se situe dans une dépression, sur les pentes situées de part et d'autre du Wysswasser, sur la rive droite du Rhône, en face d'Ernen, à 18 km au nord-est de Brigue.
Le territoire de la commune s'étend sur 11,26 km2 sur le massif des Alpes bernoises. Lors du relevé de 2013-2018, les surfaces d'habitations et d'infrastructures représentaient 7,3 % de sa superficie, les surfaces agricoles 30,5 %, les surfaces boisées 42,2 % et les surfaces improductives 20,0 %.

## Toponymie
Le nom de la commune, qui se prononce [ˈfɪəʃ ], dérive du substantif latin vīcu, qui désigne un village.
Sa première occurrence écrite date de 1203, sous la forme d'Uios.

## Population et société

### Surnoms
Les habitants de la commune sont surnommés d'Schliffini, soit les marchandeurs en dialecte haut-valaisan, et die Spöttler, soit les moqueurs en allemand.

### Démographie

#### Évolution de la population
Fiesch compte 925 habitants au 31 décembre 2022 pour une densité de population de 82 hab/km2. Sur la période 2010-2019, sa population a diminué de −8,0 % (canton : 10,5 % ; Suisse : 9,4 %).  

#### Pyramide des âges
En 2020, le taux de personnes de moins de 30 ans s'élève à 23 %, au-dessous de la valeur cantonale (31,7 %). Le taux de personnes de plus de 60 ans est quant à lui de 35,7 %, alors qu'il est de 26,6 % au niveau cantonal.
La même année, la commune compte 484 hommes pour 425 femmes, soit un taux de 53,2 % d'hommes, supérieur à celui du canton (49,6 %).
| Hommes | Classe d’âge | Femmes |
| ------ | ------------ | ------ |
| 0,6    | 90 ans ou +  | 0,7    |
| 7,2    | 75 à 89 ans  | 10,6   |
| 26,9   | 60 à 74 ans  | 25,4   |
| 21,3   | 45 à 59 ans  | 23,1   |
| 19,2   | 30 à 44 ans  | 19,1   |
| 13,0   | 15 à 29 ans  | 12,5   |
| 11,8   | - de 14 ans  | 8,7    |

| Hommes | Classe d’âge | Femmes |
| ------ | ------------ | ------ |
| 0,5    | 90 ans ou +  | 1,2    |
| 7,5    | 75 à 89 ans  | 9,4    |
| 16,8   | 60 à 74 ans  | 17,7   |
| 22,2   | 45 à 59 ans  | 21,7   |
| 20,3   | 30 à 44 ans  | 19,4   |
| 17,7   | 15 à 29 ans  | 16,6   |
| 14,9   | - de 14 ans  | 14,1   |

## Domaine skiable
Le domaine skiable de Fiescheralp est relié à Fiesch au moyen d'un téléphérique qui part depuis le pôle multimodal de la gare de Fiesch (train, car postal et télécabine) à Fiesch. Avec une vitesse maximale de sept mètres par seconde, la télécabine est la plus rapide de Suisse. Ce domaine est la sous-partie la plus à l'est du domaine relié de Aletsch Arena, avec les stations voisines de Riederalp et Bettmeralp. Un itinéraire non damé relie Fiescheralp à Fiesch, quand le niveau d'enneigement le permet. 
Un petit téléski (Fischertal) permet, si l'enneigement naturel est suffisant, de pratiquer le ski dans une vallée à proximité immédiate de Fiesch.
Une piste de luge de 13 kilomètres relie Bettmeralp au village de Lax dans la vallée.
Le domaine fait partie des sites inscrits au Patrimoine mondial de l'UNESCO, pour la vue offerte sur les Alpes suisses Jungfrau-Aletsch.

Photo aérienne historique de Werner Friedli de 1955.

## Monuments et curiosités
La chapelle Saint-Augustin a été construite en 1722 sur l'emplacement d'une chapelle du couvent de Gnadenberg. Son mobilier est de style rococo.
À Wichel dans le Fieschertal se tient la chapelle Saint-Antoine-de-Padoue érigée en 1688 et de style baroque. Sur sa façade, une niche présente une statue de Saint Antoine de Padoue sculptée par J. Ritz et datant de 1691. À l'intérieur se trouve un autel sculpté par J. Ritz et Chr. Ritter de la même année ainsi qu'une grille en bois de 1731.

## Héraldique
| Blason | Blasonnement : « D'azur à la fasce ondée d'argent accompagnée en pointe de trois monts du même. » |

Les armoiries communales valaisannes sont soumises à l'approbation du Conseil d'État.